# Malapterurus leonensis
Malapterurus leonensis és una espècie de peix de la família dels malapterúrids i de l'ordre dels siluriformes.

## Morfologia
- Els mascles poden assolir 15,5 cm de llargària total.
- Nombre de vèrtebres: 39-43.[1]

## Hàbitat
Viu a les conques dels rius costaners.

## Distribució geogràfica
Es troba a Àfrica: Sierra Leone.